# Крушевица (община Прилеп)
 Тази статия е за прилепското село.  За тиквешкото вижте Крушевица (община Росоман).  
Крушевица или Крушеица, Крушейца (на македонска литературна норма: Крушевица) е село в южната част на Северна Македония, община Прилеп.

## География
Селото е разположено в източните части на Селечката планина в областта Мариово, на 26 km южно от общинския център Прилеп. Разположено е на надморска височина от 759 m. Землището му е 27,6 km2 – пасища 1316 ha, обработваеми земи 1190 ha, гори само 28 ha.

## История
В XIX век Крушевица е село в Прилепска кааза, Мориховска нахия на Османската империя. Църквата в селото „Свети Архангел Михаил“ е от 1830-те години. В „Етнография на вилаетите Адрианопол, Монастир и Салоника“, издадена в Константинопол в 1878 година и отразяваща статистиката на населението от 1873 година, Крушевица (Krouchévitza) е посочено като село с 50 домакинства и 236 жители българи.
Според статистиката на Васил Кънчов („Македония. Етнография и статистика“) от 1900 година Крушейца или Крушевица има 436 жители, от които 420 българи християни и 16 цигани.
На Етнографската карта на Битолския вилает на Картографския институт в София от 1901 година Крушевица е чисто българско село в Прилепската каза на Битолския санджак с 60 къщи.
След Илинденското въстание в 1904 година цялото село минава под върховенството на Българската екзархия. По данни на секретаря на екзархията Димитър Мишев („La Macédoine et sa Population Chrétienne“) през 1905 година в Крушеица има 464 българи екзархисти.
При избухването на Балканската война един човек от Крушевица е доброволец в Македоно-одринското опълчение.
През Първата световна война през лятото на 1918 година в Крушевица се установява щаба на Четвърта пехотна преславска дивизия. Военният кореспондент на дивизията Петър Карчев пише:
| „ | Крушевица и Дуня дават пълна представа за общата бедност на Мориховската област. Тези места дават според мене идея и за най-ниското жизнено ниво, което можеше да се срещне през онези години в Македония. Животът на местните хора напомняше в общи черти нивото на едни от най-изостаналите човешки общежития на Балканите. Може би само някои откъснати от шумния живот места в Албания съперничеха на Морихово по своята примитивност и бедност. Къщите бяха каменни и представляваха вътре едно общо помещение, покрай една от стените на което се намираше огнище. Домочадията са лежали върху пръстения под на подложена слама. Едната половина на същото помещение беше постоянно жилище на кравите и конете. Отделни сайванти за добитъка нямаше. Жилищата бяха покрити с ръжена слама – а една част от тях – с каменни плочи. Не можеше и да става дума за никаква хигиена в съвместния с добитъка живот на мориховските жители. Предполагам, че с това моше да се обясни отчасти и силното разпространение на сифилиса в Мориховско, особено в някои от селата като Дуня например. | “ |

Според Георги Трайчев Крушеица има 56 къщи с 480 жители българи.
В селото има начално училище до четвърти клас и земеделска кооперация.
Църквата в селото е „Въздвижение на Светия кръст“.

### Преброявания[1]
| Националност     | 1948 | 1953 | 1961 | 1971 | 1981 | 1991 | 1994 | 2002 |
| ---------------- | ---- | ---- | ---- | ---- | ---- | ---- | ---- | ---- |
| Общо             | 555  | 599  | 637  | 595  | 284  | 146  | 117  | 87   |
| северномакедонци |      | 597  | 633  | 593  | 283  | 146  | 117  | 87   |
| албанци          |      | 0    | 0    | 0    | 0    | 0    | 0    | 0    |
| турци            |      | 0    | 0    | 0    | 0    | 0    | 0    | 0    |
| роми             |      | 0    | 0    | 0    | 0    | 0    | 0    | 0    |
| власи            |      | 0    | 0    | 0    | 0    | 0    | 0    | 0    |
| сърби            |      | 1    | 4    | 1    | 0    | 0    | 0    | 0    |
| бошняци          |      | 0    | 0    | 0    | 0    | 0    | 0    | 0    |
| други            |      | 1    | 0    | 1    | 1    | 0    | 0    | 0    |

## Личности
Родени в Крушевица
- Стоян Трайков (Толе Паша) (1868 – 1904), български революционер, войвода на ВМОРО
- Тасе Костов (? - 1906), български революционер от ВМОРО, четник на Велко Велков - Скочивирчето
- Петко Стоянов Митрев, кметски наместник в периода от 1941 до 1944 година[13]

Починали в Крушевица
- Иван Данчев Николов, български военен деец, подпоручик, загинал през Първата световна война[14]